# Floem

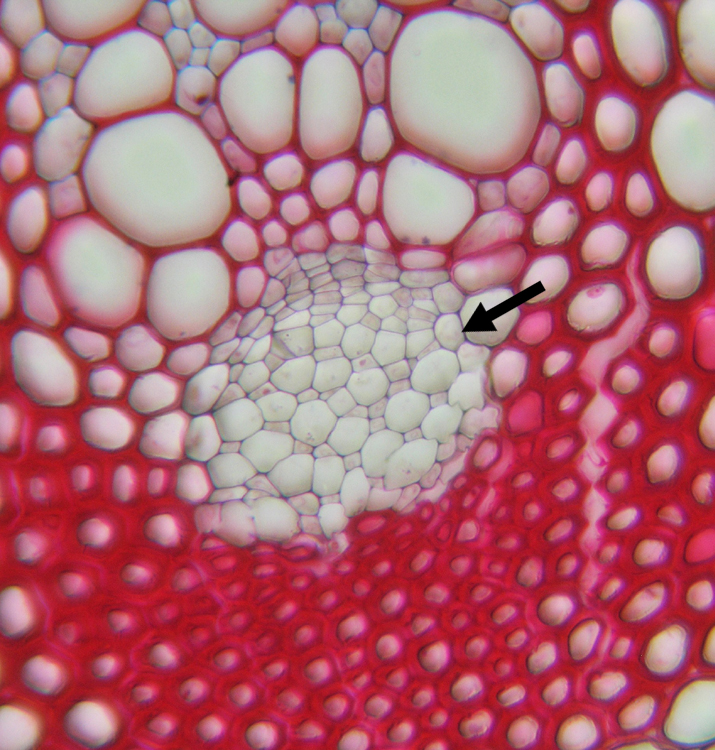
Floem

Floemul reprezintă un țesut al fasciculului fibrovascular al vaselor liberiene din plante prin care se conduce hrana produsă în frunze, la tulpină, rădăcină și organele reproducătoare.
Termenul provine din limba greacă φλοῦς  φλό-ος phlóos care înseamnă scoarță. Principalele substanțe care sunt transportate prin acest sistem sunt zaharoza și aminoacizii. Transportul acestor substanțe se face de la locul de sintetizare a lor ca de exemplu frunză (fotosinteză), la locul de depozitare sau la zonele de creștere a plantei.